# Sorrow
«Sorrow» (с англ. — «Печаль») — песня группы Pink Floyd с альбома 1987 года A Momentary Lapse of Reason, записанная одиннадцатым по счёту треком. Песня также записана в сборнике 2001 года Echoes: The Best of Pink Floyd.
Автором слов и музыки к «Sorrow» является Дэвид Гилмор, он же исполняет в песне вокальную партию.

## О композиции
Песня «Sorrow» была написана Гилмором во время уик-энда, который он провёл, плавая вверх по Темзе на судне Astoria, переоборудованном под звукозаписывающую студию. Песня была сочинена и записана им почти полностью — Гилмор подготовил гитарные партии, вокал и партию драм-машины. Гитарный звук к песне был записан в Лос-Анджелесе, на одной из спортивных арен, когда Гилмор сыграл через громкоговорители. Гитарное соло, по словам Гилмора, было записано с первого дубля, без дальнейших попыток перезаписи. В середине композиции можно расслышать короткие пассажи в обратной записи.
Автор композиции отмечал, что слова песни «Sorrow» были написаны под впечатлением прочитанного им стихотворения, которое он впоследствии забыл. Впервые Дэвид Гилмор вначале написал слова к композиции, а затем уже музыку:

Изначально «Sorrow» была сочинена как стихотворение, лишь позднее я написал к нему музыку, что случалось со мной очень редко.
Оригинальный текст (англ.)"Sorrow" was a poem I'd written as a lyric before I wrote music to it, which is rare for me.

Инструментальные фрагменты «Sorrow» звучали в фильме La Carrera Panamericana и были включены в его звуковую дорожку, выпущенную в 1992 году.
По утверждению Энди Маббетта, редактора журнала The Amazing Pudding и автора ряда книг о Pink Floyd, Дэвид Гилмор отрицал предположения о том, что в песне «Sorrow» идёт речь о Роджере Уотерсе.
Последняя строчка из «Sorrow» Of Promises Broken (с англ. — «О клятвах нарушенных») была признана музыкантами Pink Floyd как один из наиболее подходящих вариантов для названия диска 1987 года, но строчка из песни «One Slip» A Momentary Lapse of Reason при окончательном выборе названия по общему мнению группы подходила к альбому больше.
«Sorrow» находилась в 1988 году 6 недель в чарте Billboard Hot Mainstream Rock Tracks. Её наивысшей позицией стало 36 место.

## Исполнение на концертах
«Sorrow» исполнялась на концертах мирового турне 1987—1989 годов «A Momentary Lapse of Reason», включая концерт 1990 года в Небуорт-хаус. Она следовала седьмой по счёту в первом отделении представления после песни «A New Machine (Part 2)» и перед песней «The Dogs of War». Концертный вариант композиции вошёл в сборник Delicate Sound of Thunder. Видеозапись «Sorrow» включена в видеоверсию концерта Delicate Sound of Thunder. Варианты «Sorrow» были взяты из записей и съёмок пяти концертов в нью-йоркском Колизее Нассау в августе 1988 года. Студийная и концертная версии композиции практически не имеют никаких отличий — концертный вариант лишь немного длиннее альбомного. Кроме того, «Sorrow» вошла в число композиций, исполняемых в концертном туре, проводимом в поддержку альбома The Division Bell. Запись с этого турне включена в концертный альбом 1995 года Pulse и в видеоверсию концерта P•U•L•S•E.

## Участники записи
- Дэвид Гилмор — гитара, клавишные, драм-машина, вокал;
- Ричард Райт — клавишные;
- Тони Левин — бас-гитара;
- Боб Эзрин — клавишные;
- Дарлин Колденхейвен, Кармен Твилли, Филлис Сент-Джеймс, Донни Джеррард — бэк-вокал;

концертный вариант на Delicate Sound of Thunder
Pink Floyd:
- Дэвид Гилмор — гитара, вокал;
- Ник Мейсон — ударные;
- Ричард Райт — клавишные, бэк-вокал;

а также:
- Тим Ренвик — гитара;
- Джон Карин — клавишные, бэк-вокал;
- Гай Пратт — бас-гитара;
- Гэри Уоллис — ударные;
- Маргарет Тейлор — бэк-вокал;
- Рейчел Фьюри — бэк-вокал;
- Дурга МакБрум — бэк-вокал.

## В других произведениях
- Упоминание песни встречается в тексте романа Кобо Абэ «Тетрадь кенгуру».